# Liste der denkmalgeschützten Objekte in Graz/Gries
Die Liste der denkmalgeschützten Objekte in Graz/Gries enthält die 81 denkmalgeschützten, unbeweglichen Objekte des V. Grazer Stadtbezirks Gries.

## Denkmäler
| Foto  |                 | Denkmal | Standort                                               | Beschreibung | Metadaten |
| ----- | --------------- | --- | ------------------------------------------------------ | --- | --- |
| ja    | Datei hochladen | Ehem. Trattenbach'sches Haus, Städtische Desinfektions- und Isolieranstalt. HERIS-ID: 51320 Objekt-ID: 56950                    | Albert-Schweitzer-Gasse 22 Standort KG: Gries          | Das Haus wurde im 17. Jahrhundert erbaut und um 1767 umgebaut. Es hat eine spätbarocke Fassade mit schmiedeeiserne Fenstergitterkörbe und (später versetzten) Torpfeilern mit vier Sandstein-Putten aus der zweiten Hälfte des 18. Jahrhunderts. Das Haus war Standort des ersten Grazer Frauenhauses, das am 12. Dezember 1981 eröffnet wurde. Es erhielt eine Erklärtafel im Rahmen von Woment! | BDA-Hist.: Q38044800 Status: § 2a Stand der BDA-Liste: 2025-06-30 Name: Ehem. Trattenbach'sches Haus, Städtische Desinfektions- und Isolieranstalt. GstNr.: 227, 229/1                                                  |
| ja    | Datei hochladen | Städtisches Geriatrisches Krankenhaus/Albert Schweitzer Klinik Altbau HERIS-ID: 63475 Objekt-ID: 76141                          | Albert-Schweitzer-Gasse 34 Standort KG: Gries          | 1724 ordnete Karl VI die Errichtung dieses „Armen- und Siechenhauses“ in Graz an. Der Bau erfolgte 1726/27 mit einer Erweiterung 1841 (Georg Hauberrisser sen.). | BDA-Hist.: Q38103468 Status: § 2a Stand der BDA-Liste: 2025-06-30 Name: Städtisches Geriatrisches Krankenhaus/Albert Schweitzer Klinik Altbau GstNr.: 242/1 Albert-Schweitzer-Klinik - Altbau                           |
| ja    | Datei hochladen | Kath. Pfarrkirche Zur Unbefleckten Empfängnis/Altersheimkirche und Maria Immaculata HERIS-ID: 51322 Objekt-ID: 56952            | Albert-Schweitzer-Gasse 38 Standort KG: Gries          | Die Kirche wurde 1728–1731 nach Plänen von Joseph Carlone erbaut. Sie ist ein mittelgroßer Saalbau mit Dachreiter und Pfeilerarkaden an der Nordseite. Der Hochaltar ist ein Stuccolustro-Aufbau, die flankierenden Heiligenfiguren werden Johann Jakob Schoy zugeschrieben, auch die Aufbauten einiger Seitenaltäre entstammen seiner Werkstatt. | BDA-Hist.: Q438951 Status: § 2a Stand der BDA-Liste: 2025-06-30 Name: Kath. Pfarrkirche Zur Unbefleckten Empfängnis/Altersheimkirche und Maria Immaculata GstNr.: 242/2, 238/1 Altersheimkirche, Graz                   |
| ja    | Datei hochladen | Urnenfriedhof/Feuerhalle HERIS-ID: 51340 Objekt-ID: 56972                                                                       | Alte Poststraße 345 Standort KG: Gries                 | Die Feuerhalle wurde in den Jahren 1931/32 erbaut. Von 1961 bis 1967 erfuhr sie wie auch der benachbarte Urnenhain eine Erweiterung. | BDA-Hist.: Q38044828 Status: Bescheid Stand der BDA-Liste: 2025-06-30 Name: Urnenfriedhof/Feuerhalle GstNr.: 2076/2, 2076/8 Urnenfriedhof Graz                                                                          |
| ja    | Datei hochladen | Bürgerhaus HERIS-ID: 37066 Objekt-ID: 36137                                                                                     | Annenstraße 7, 7a Standort KG: Gries                   | Das im Kern aus dem Jahr 1578 stammende Gebäude stammt hat seine heutige Erscheinung aus der Zeit um 1780. Die frühklassizistische Fassade mit Korbbogenportal wird Joseph Stengg zugeschrieben. | BDA-Hist.: Q37973875 Status: Bescheid Stand der BDA-Liste: 2025-06-30 Name: Bürgerhaus GstNr.: 426/1 |
| ja    | Datei hochladen | Bürgerspitalstiftungshaus HERIS-ID: 46578 Objekt-ID: 48686                                                                      | Annenstraße 19 Standort KG: Gries                      | Das Bürgerspitalsstiftungshaus wurde 1864 erbaut und später mit dem 1877/78 erbauten Trakt in der Elisabethinergasse zusammengefasst, das die Fassade weiterführt. Sie hat historisierende Motive und weist Kolossalpilaster sowie ein Rundbogenportal auf. | BDA-Hist.: Q64026382 Status: Bescheid Stand der BDA-Liste: 2025-06-30 Name: Bürgerspitalstiftungshaus GstNr.: 459/2, 459/3, 459/1 Bürgerspitalstiftungshaus, Gries                                                      |
| ja    | Datei hochladen | Sog. Roseggerhaus HERIS-ID: 105797seit 2022                                                                                     | Annenstraße 23 Standort KG: Gries                      | Das mächtige Wohn- und Geschäftshaus wurde 1914–1916 von Josef Petz erbaut. Die Seitenfassaden werden durch eine Rhythmisierung gegliedert, bei der sich Giebelaufsätze mit Loggien ablösen. Der spitze Winkel am Straßeneck ist in den unteren Geschoßen abgerundet. Der Grund der Benennung nach Peter Rosegger ist nicht mehr bekannt. Im Inneren beherbergte es das einzige zweistöckige Grazer Kaffeehaus, das in der unmittelbaren Nachkriegszeit als Kabarett betrieben wurde. | BDA-Hist.: Q112942024 Status: Bescheid Stand der BDA-Liste: 2025-06-30 Name: Sog. Roseggerhaus GstNr.: 741/1, 741/2, 741/3 Roseggerhaus, Graz                                                                           |
| ja    | Datei hochladen | Haus Arche Noah HERIS-ID: 37067 Objekt-ID: 36138                                                                                | Arche Noah 12 Standort KG: Gries                       | Das Haus mit Plattenstil-Fassade und rechteckigem Steintor wurde im Jahr 1798 erbaut. Nach Beschädigungen durch den Zweiten Weltkrieg wurde es 1964 wiederhergestellt. | BDA-Hist.: Q37973886 Status: Bescheid Stand der BDA-Liste: 2025-06-30 Name: Haus Arche Noah GstNr.: 380/1 Haus Arche Noah, Graz Gries                                                                                   |
| ja    | Datei hochladen | Triestersiedlung II HERIS-ID: 46064 Objekt-ID: 47707                                                                            | Auf der Tändelwiese 28 Standort KG: Gries              | Der größere Teil der Triestersiedlung ist ein weitläufiger Wohnhauskomplex viergeschoßiger Häuser und wurde 1925–1930 erbaut. Im Block Triester Straße 66–60 sind zwei weiß gemalte schräg nach unten zu Kellerfenstern gerichtete Pfeile erhalten worden als die Häuser um 2013 eine Wärmedämmung erhielten. Der nördlichere Pfeil weist zusätzlich noch den Schriftzug „L.S.R.“ für Luftschutzraum auf, dessen Geschichte auf einer etwa 2013 davor montierten Glastafel erläutert wird. | BDA-Hist.: Q38019112 Status: Bescheid Stand der BDA-Liste: 2025-06-30 Name: Triestersiedlung II GstNr.: 1789/41 Triestersiedlung II, Graz                                                                               |
| ja    | Datei hochladen | Triestersiedlung II HERIS-ID: 46065 Objekt-ID: 47708                                                                            | Auf der Tändelwiese 30 Standort KG: Gries              | Teil der Triestersiedlung, siehe Auf der Tändelwiese 28 | BDA-Hist.: Q38019127 Status: Bescheid Stand der BDA-Liste: 2025-06-30 Name: Triestersiedlung II GstNr.: 1789/42 Triestersiedlung II, Graz                                                                               |
| ja    | Datei hochladen | Triestersiedlung II HERIS-ID: 46066 Objekt-ID: 47709                                                                            | Auf der Tändelwiese 32 Standort KG: Gries              | Teil der Triestersiedlung, siehe Auf der Tändelwiese 28 | BDA-Hist.: Q38019138 Status: Bescheid Stand der BDA-Liste: 2025-06-30 Name: Triestersiedlung II GstNr.: 1789/43 Triestersiedlung II, Graz                                                                               |
| ja    | Datei hochladen | Bürgerhaus HERIS-ID: 37068 Objekt-ID: 36139                                                                                     | Brückenkopfgasse 2 Standort KG: Gries                  | Das Bürgerhaus mit Plattenstil-Fassade und Korbbogen-Steinportal wurde 1816 erbaut und diente ursprünglich als Lederer-Werkstatt. | BDA-Hist.: Q37973896 Status: Bescheid Stand der BDA-Liste: 2025-06-30 Name: Bürgerhaus GstNr.: 28/1 Brückenkopfgasse 2 (Graz)                                                                                           |
| ja    | Datei hochladen | Bürgerhaus HERIS-ID: 105841seit 2022                                                                                            | Brückenkopfgasse 3 Standort KG: Gries                  | Das Haus wurde 1787 erbaut, das übergiebelte Korbbogentor stammt aus dem Jahr 1807. | BDA-Hist.: Q112942122 Status: Bescheid Stand der BDA-Liste: 2025-06-30 Name: Bürgerhaus GstNr.: 61 |
| ja    | Datei hochladen | Ehem. Kastlwirt HERIS-ID: 37069 Objekt-ID: 36140                                                                                | Brückenkopfgasse 7 Standort KG: Gries                  | Das stattliche U-förmige Gebäude geht im Baukern auf das 17. Jahrhundert zurück und wurde kurz vor 1777 umgebaut. Die Plattenstil-Fassade stammt vom Anfang des 19. Jahrhunderts, das Steinportal mit Dreieckgiebel ist klassizistisch. Die Sandsteinfigur des heiligen Florian in einer Nische an der Hausecke wurde um 1780 bis 1785 geschaffen. | BDA-Hist.: Q37973909 Status: Bescheid Stand der BDA-Liste: 2025-06-30 Name: Ehem. Kastlwirt GstNr.: 53 |
| ja    | Datei hochladen | Radetzkybrücke HERIS-ID: 105984 Objekt-ID: 123074                                                                               | bei Brückenkopfgasse 1 Standort KG: Gries              | Die Radetzkybrücke wurde als vierte eiserne Brücke von Graz am 13. August 1898 eröffnet. Sie verbindet die Grazer Stadtteile Innere Stadt und Gries. | BDA-Hist.: Q64026669 Status: § 2a Stand der BDA-Liste: 2025-06-30 Name: Radetzkybrücke GstNr.: 2270/1, 2173/2, 2173/3, 2173/4 Radetzkybrücke (Graz)                                                                     |
| ja    | Datei hochladen | Synagoge der Israelitischen Kultusgemeinde Graz HERIS-ID: 105952 Objekt-ID: 123042                                              | David-Herzog-Platz 1 Standort KG: Gries                | Das alte Gebäude der Synagoge wurde 1890–1892 von Maximilian Katscher erbaut und 1938 zerstört. Es war ein Bau mit Zentralkuppel in byzantinisierender Gestaltung. Nach 1988 wurde die Synagoge in neu gebaut, sie lehnt sich aber in einigen Formen und in ihren Abmessungen an die alte an, es wurden auch mehrere tausend Ziegelsteine aus dieser wieder eingebaut. | BDA-Hist.: Q681038 Status: § 2a Stand der BDA-Liste: 2025-06-30 Name: Synagoge der Israelitischen Kultusgemeinde Graz GstNr.: 120 Synagoge, Graz                                                                        |
| ja    | Datei hochladen | Stadtpalais Gleispach und Kinderhort Andrä HERIS-ID: 51304 Objekt-ID: 56929                                                     | Dominikanergasse 1, 1a Standort KG: Gries              | Das Stadtpalais mit Stuckzier und Pilastern an den Fassaden sowie einem rustizierten Rundbogen-Steinportal wurde im späten 17. Jahrhundert erbaut. Im Erdgeschoß ist eine Holzbalkendecke, im Obergeschoß ein Stuckplafond aus der Bauzeit erhalten. | BDA-Hist.: Q38044725 Status: § 2a Stand der BDA-Liste: 2025-06-30 Name: Stadtpalais Gleispach und Kinderhort Andrä GstNr.: 439, 443                                                                                     |
| ja    | Datei hochladen | Bürgerhaus HERIS-ID: 37070 Objekt-ID: 36141                                                                                     | Dominikanergasse 5 Standort KG: Gries                  | Das Bürgerhaus geht im Baukern möglicherweise ins 16. Jahrhundert zurück. Das Rundbogen-Steinportal entstand um die Mitte des 17. Jahrhunderts. | BDA-Hist.: Q37973918 Status: Bescheid Stand der BDA-Liste: 2025-06-30 Name: Bürgerhaus GstNr.: 449/2 |
| ja    | Datei hochladen | Ehem. Bürgerspital HERIS-ID: 51305 Objekt-ID: 56930                                                                             | Dominikanergasse 8 Standort KG: Gries                  | Das dreigeschoßige ehemalige Bürgerspital geht im Baukern möglicherweise ins 15. Jahrhundert zurück, wurde aber vom 17. bis ins 19. Jahrhundert mehrfach umgebaut und erweitert. Die Biedermeier-Fassade und das rechteckige Steintor stammen aus dem Jahr 1838. | BDA-Hist.: Q38044738 Status: Bescheid Stand der BDA-Liste: 2025-06-30 Name: Ehem. Bürgerspital GstNr.: 460/1, 461 Bürgerspital, Graz                                                                                    |
| ja    | Datei hochladen | Bürgerspitalskirche zum hl. Geist (samt Einrichtung) HERIS-ID: 51309 Objekt-ID: 56938                                           | bei Dominikanergasse 8 Standort KG: Gries              | Der spätgotische Bau mit barocken Anbauten wurde in der zweiten Hälfte des 15. Jahrhunderts an Stelle eines etwa hundert Jahre alten Vorgängerbaus errichtet. Der mittelgroße Bau weist einen Chor mit 3/8-Schluss mit Spitzbogenfenstern auf. Der turmartige Dachreiter wurde 1728 nach einem Brand von Joseph Carlone neu errichtet. Das fünfjochige, einschiffige Langhaus ist netzrippengewölbt. Die bemerkenswerte Einrichtung ist größtenteils spätbarock, der Entwurf für den 1738 begonnenen Hochaltar mit Stuccolustro-Aufbau wird Johann Jakob Schoy zugeschrieben. Die Stuccolustro-Kanzel mit flankierenden Putti ist in der Art von Philipp Jakob Straub gestaltet, gegenüber befindet sich der sog. Magdalenenthron, eine Figur von Maria Magdalena als Büßerin. Neben etlichen anderen spätbarocken Heiligenstatuen befindet sich in der Kirche auch ein spätgotisches Schnitzbild des hl. Bernhard von Clairvaux aus der Zeit nach 1520. | BDA-Hist.: Q1021481 Status: Bescheid Stand der BDA-Liste: 2025-06-30 Name: Bürgerspitalskirche zum hl. Geist (samt Einrichtung) GstNr.: 460/1, 461 Bürgerspitalkirche, Graz                                             |
| ja    | Datei hochladen | Hauszeichen, Stadtwappen HERIS-ID: 37106 Objekt-ID: 36177                                                                       | Dominikanergasse 8a Standort KG: Gries                 | Das Sandstein-Wappenrelief von Graz im Nordtrakt des ehemaligen Bürgerspitals ist mit 1636 datiert. | BDA-Hist.: Q37974046 Status: Bescheid Stand der BDA-Liste: 2025-06-30 Name: Hauszeichen, Stadtwappen GstNr.: 460/1 |
| ja    | Datei hochladen | Ehem. Dominikanerkloster HERIS-ID: 106037 Objekt-ID: 123134                                                                     | Dreihackengasse 1, 3, 5 Standort KG: Gries             | Der an die St. Andräkirche anschließende Bau wurde ab 1638 erbaut und im Lauf des 17. Jahrhunderts mehrfach erweitert. Es ist ein blockhaftes zweigeschoßiges Gebäude auf quadratischem Grundriss um einen Innenhof. Im Westtrakt ragen kreuzgratgewölbte Gänge in den Hof. | BDA-Hist.: Q37806833 Status: § 2a Stand der BDA-Liste: 2025-06-30 Name: Ehem. Dominikanerkloster GstNr.: 487/3 |
| ja    | Datei hochladen | Veranstaltungshalle, Postgarage, ehem. Artillerie-Reitschule HERIS-ID: 105835 Objekt-ID: 122868seit 2013                        | Dreihackengasse 42 Standort KG: Gries                  | Die breit gelagert Halle mit Pfeilervorlagen und kleinerem Anbau im Osten wurde 1892 als Artillerie-Reitschule erbaut und fungierte später als Garage. Heute ist sie unter dem Namen Postgarage als Veranstaltungszentrum | BDA-Hist.: Q37806345 Status: Bescheid Stand der BDA-Liste: 2025-06-30 Name: Veranstaltungshalle, Postgarage, ehem. Artillerie-Reitschule GstNr.: 207                                                                    |
| ja    | Datei hochladen | Elisabethinenklosterkirche hl. Laurentius HERIS-ID: 106043 Objekt-ID: 123140                                                    | Elisabethinergasse 14 Standort KG: Gries               | Die Kirche in Neorenaissance-Formen wurde 1889–1892 nach Entwurf von Robert Mikovics erbaut und ersetzte eine ab 1696 erbaute Barockkirche. Teile der Kirchenausstattung stammen noch aus dieser Vorgängerkirche, auch die bekrönenden Sandsteinfiguren, die aus dem 18. Jahrhundert stammen. Der Hochaltar und die Seitenaltäre wurde nach Plänen des Architekten gestaltet. An der Südwand befindet sich außerdem ein bemerkenswertes spätbarockes Grabdenkmal des 1750 gestorbenen Benefiziaten Balthasar Toperzer. | BDA-Hist.: Q64692147 Status: § 2a Stand der BDA-Liste: 2025-06-30 Name: Elisabethinenklosterkirche hl. Laurentius GstNr.: 729/1, 729/2 Elisabethinenkirche (Graz)                                                       |
| ja    | Datei hochladen | Elisabethinenkloster und alter Krankenhaustrakt mit Ummauerung und Kleindenkmälern HERIS-ID: 51331 Objekt-ID: 56963             | Elisabethinergasse 14 Standort KG: Gries               | Die langgestreckte zweigeschoßige Anlage wurde 1694–1697 erbaut und im 19. Jahrhundert mehrfach erweitert. | BDA-Hist.: Q98688219 Status: § 2a Stand der BDA-Liste: 2025-06-30 Name: Elisabethinenkloster und alter Krankenhaustrakt mit Ummauerung und Kleindenkmälern GstNr.: 729/1, 729/2 Elisabethinenkloster (Graz)             |
| ja    | Datei hochladen | Mühlgangzaun HERIS-ID: 105802 Objekt-ID: 122834                                                                                 | Elisabethinergasse 29 Standort KG: Gries               | | BDA-Hist.: Q37806291 Status: § 2a Stand der BDA-Liste: 2025-06-30 Name: Mühlgangzaun GstNr.: 2147/1, 2154 Mühlgangzaun, Graz                                                                                            |
| ja    | Datei hochladen | Bad zur Sonne HERIS-ID: 42661 Objekt-ID: 43252                                                                                  | Feuerbachgasse 13 / Belgiergasse 15 Standort KG: Gries | Das Bad zur Sonne wurde 1874 erbaut. Die Stahlbeton-Skelettkonstruktion der Beckenumgänge (Säulen) stammt aus dem Jahre 1928. Nach einem Umbau 1957 wurde das Bad als Freibad 1992 geschlossen. Die Fassade Feuerbachgasse / Ecke Belgiergasse zeigt ein Putzgemälde von Ernst Jungel (1893–1982). Bis Juli 2001 wurde das Bad saniert und erhielt ein Glas-Schiebedach. Vom Becken wurde ein Lehrbereich abgeteilt, sodass etwa 16 m Länge verbleibt. Eine Sauna und Wohnungen wurden integriert. Eine Bürgerinitiative mit Bodybuilder Manfred Grössler hatte sich gegen die Abrisspläne engagiert. | BDA-Hist.: Q38003296 Status: Bescheid Stand der BDA-Liste: 2025-06-30 Name: Bad zur Sonne GstNr.: 380/2, 345, 346, 347/1, 347/2 Bad zur Sonne                                                                           |
| ja    | Datei hochladen | Zankl-Hof HERIS-ID: 37071 Objekt-ID: 36142                                                                                      | Feuerbachgasse 16 Standort KG: Gries                   | Der späthistoristische Bau (ehemals Farbenhandlung Zankl) mit altdeutscher Schauseite wurde 1908 von Hans Pruckner erbaut. Er ist nunmehr Sitz der Hauptstelle der Stadtbibliothek Graz. | BDA-Hist.: Q37973928 Status: § 57-Mandatsbescheid Stand der BDA-Liste: 2025-06-30 Name: Zankl-Hof GstNr.: 413 Zanklhof, Graz                                                                                            |
| ja    | Datei hochladen | Bürgerhaus, ehem. Lebzelterei HERIS-ID: 23497 Objekt-ID: 19851                                                                  | Feuerbachgasse 34 Standort KG: Gries                   | Das Bürgerhaus aus dem 17. Jahrhundert weist noch mehrere profilierte Holzbalkendecken aus der Entstehungszeit auf. | BDA-Hist.: Q37876761 Status: Bescheid Stand der BDA-Liste: 2025-06-30 Name: Bürgerhaus, ehem. Lebzelterei GstNr.: 321/1                                                                                                 |
| ja    | Datei hochladen | Steinfeldfriedhof HERIS-ID: 107615 Objekt-ID: 124966                                                                            | Friedhofgasse 33 Standort KG: Gries                    | Der Steinfeldfriedhof wurde in den Jahren 1786/87 gegründet. Trotz einer Dezimierung des Bestands Ende des Zweiten Weltkriegs weist er nach wie vor zahlreiche spätklassizistische Biedermeier-Grabmäler aus der Zeit zwischen 1830 und 1840 auf. | BDA-Hist.: Q37810547 Status: § 2a Stand der BDA-Liste: 2025-06-30 Name: Steinfeldfriedhof GstNr.: 1161, 1163, 1164/1, 1165, 1166 Steinfeldfriedhof, Graz                                                                |
| ja    | Datei hochladen | Volks-/Hauptschule St. Andrä, Altkath. Betsaal/ehem. Waisenhaus/Grenadierkaserne HERIS-ID: 51313 Objekt-ID: 56943               | Grenadiergasse 1 Standort KG: Gries                    | Der stattliche Vierflügelbau mit Rundbogen-Steinportal wurde um 1680 errichtet und diente zunächst als Waisenhaus. Im 18. Jahrhundert erfolgten zwei Umbauten. Heute wird das Gebäude als Schule genützt und beherbergt auch einen Gebetssaal der Altkatholischen Kirche. | BDA-Hist.: Q38044767 Status: § 2a Stand der BDA-Liste: 2025-06-30 Name: Volks-/Hauptschule St. Andrä, Altkat. Betsaal/ehem. Waisenhaus/Grenadierkaserne GstNr.: 343                                                     |
| ja    | Datei hochladen | Mädchenschule St. Andrä HERIS-ID: 83615 Objekt-ID: 97644                                                                        | Grenadiergasse 2 Standort KG: Gries                    | Es handelt sich um die ehem. St. Andrä Volksschule, der Zugang erfolgt durch ein Tor in der Grundstücksmauer an der Grenadiergasse zu südseitigem Haustor. | BDA-Hist.: Q38180951 Status: Bescheid Stand der BDA-Liste: 2025-06-30 Name: Mädchenschule St. Andrä GstNr.: 485 |
| ja    | Datei hochladen | Ehem. Landesschülerheim, sog. Dominikanerkaserne HERIS-ID: 11106 Objekt-ID: 7178                                                | Grenadiergasse 14 Standort KG: Gries                   | Das hakenförmige viergeschoßige Gebäude mit klassizistischen Fassaden wurde 1812 errichtet. Es diente zunächst als Kaserne sowie nach 1946 längere Zeit als Landesschülerheim. | BDA-Hist.: Q38089681 Status: Bescheid Stand der BDA-Liste: 2025-06-30 Name: Ehem. Landesschülerheim, sog. Dominikanerkaserne GstNr.: 486/2 Grenadiergasse 14, Graz                                                      |
| ja    | Datei hochladen | Bürgerhausanlage HERIS-ID: 106071 Objekt-ID: 123170seit 2015                                                                    | Griesgasse 24 Standort KG: Gries                       | Das dreigeschoßige Bürgerhaus mit spätbarocker Fassade und rustiziertem Rundbogen-Steinportal stammt im Kern aus dem 17. Jahrhundert. | BDA-Hist.: Q37806866 Status: Bescheid Stand der BDA-Liste: 2025-06-30 Name: Bürgerhausanlage GstNr.: 371 |
| ja    | Datei hochladen | Bürgerhaus, Café Carmen HERIS-ID: 106006 Objekt-ID: 123096seit 2015                                                             | Griesgasse 28 Standort KG: Gries                       | Das Bürgerhaus aus dem 17. Jahrhundert erhielt in der Zeit um 1775 bis 1780 eine spätbarocke Fassade. | BDA-Hist.: Q37806742 Status: Bescheid Stand der BDA-Liste: 2025-06-30 Name: Bürgerhaus, Café Carmen GstNr.: 366 |
| ja    | Datei hochladen | Bürgerhaus HERIS-ID: 105934 Objekt-ID: 123024seit 2015                                                                          | Griesgasse 31 Standort KG: Gries                       | Die spätbarocke Fassade des Bürgerhauses stammt aus der Zeit um 1770. | BDA-Hist.: Q37806621 Status: Bescheid Stand der BDA-Liste: 2025-06-30 Name: Bürgerhaus GstNr.: 37 |
| ja    | Datei hochladen | Bürgerhaus mit Hofgebäuden HERIS-ID: 105935 Objekt-ID: 123025seit 2015                                                          | Griesgasse 32 Standort KG: Gries                       | Das Bürgerhaus stammt im Kern aus dem 17. Jahrhundert. Bei einem Umbau um 1785 erhielt es eine glatte Fassade sowie ein klassizistisches Korbbogen-Steinportal. Die Baulücke (Bild) nördlich davon wurde um 2018 geschlossen. | BDA-Hist.: Q37806631 Status: Bescheid Stand der BDA-Liste: 2025-06-30 Name: Bürgerhaus mit Hofgebäuden GstNr.: 364 |
| ja    | Datei hochladen | Bürger- und Bäckerhaus, sog. Griesbäcker HERIS-ID: 105964seit 2023                                                              | Griesgasse 48 Standort KG: Gries                       | Das aus mehreren Häusern zusammengebaute Barockhaus mit Schopfwalmgiebel weist den einzigen in Graz noch erhaltenen Bäckerladenvorbau auf. | BDA-Hist.: Q119231437 Status: Bescheid Stand der BDA-Liste: 2025-06-30 Name: Bürger- und Bäckerhaus, sog. Griesbäcker GstNr.: 313 Griesbäcker                                                                           |
| ja    | Datei hochladen | Murzaun HERIS-ID: 105951 Objekt-ID: 123041                                                                                      | Grieskai Standort KG: Gries                            | | BDA-Hist.: Q37806655 Status: § 2a Stand der BDA-Liste: 2025-06-30 Name: Murzaun GstNr.: 2300 |
| ja    | Datei hochladen | Grand Hotel Wiesler/ehem. Goldener Engel am Gries HERIS-ID: 51306 Objekt-ID: 56933                                              | Grieskai 4, 6, 8 Standort KG: Gries                    | Das Gebäude in der heutigen Form entstand 1905–1908 nach Planungen von Marcel Kammerer. Auf Nr. 8 wurde ein Gebäude mit Jugendstil-Dekor erbaut, die älteren Häuser auf Nr. 4 und 6 wurden einbezogen, eine geplante einheitliche Fassadierung kam allerdings nicht zur Ausführung und zeigt sich nur in einem gemeinsamen Kranzgesims. Der nach 1980 rekonstruierte Speisesaal enthält ein Mosaik von Leopold Forstner. | BDA-Hist.: Q1542599 Status: Bescheid Stand der BDA-Liste: 2025-06-30 Name: Grand Hotel Wiesler/ehem. Goldener Engel am Gries GstNr.: 4, 6 Grand Hotel Wiesler                                                           |
| ja    | Datei hochladen | Hotel Weitzer HERIS-ID: 37072 Objekt-ID: 36143                                                                                  | Grieskai 16 Standort KG: Gries                         | Der Hotelkomplex des Hotels Weitzer besteht aus drei Gebäuden, wobei jedoch nur der klassizistische Teil unter Denkmalschutz steht. Dieser wurde 1838 durch Georg Hauberrisser d. Ä. unter Einbeziehung älterer Bauteile über einem U-förmigen Grundriss errichtet. Der spätklassizistische Bau zeigt 5:13:4 Achsen und weist eine strenge Fassadengliederung auf. An der dem Grieskai zugewandten Fassadenfront befindet sich ein mittig liegender, dreiachsiger Risalit, mit über die Obergeschoße reichenden Kolossalpilastern, die einen Dreiecksgiebel tragen. Das Erdgeschoß ist genutet und setzt sich vom 1. Obergeschoß durch ein umlaufendes Sohlbankgesims ab. Die Fenster des 1. Obergeschoßes zeigen Fenster mit profilierten Rahmungen und auf Konsolen ruhenden geraden Gesimsbekrönungen (am Risalit Dreieckgiebelbekrönungen). Die faschengerahmten Fenster des 2. Obergeschoßes befinden sich aufgrund von ebenfalls faschengerahmten Parapetfeldern in Supraposition. Das Traufgesims des Gebäudes ist profiliert. Am Risalit befindet sich ein breites Rechteckportal aus Steinberger Marmor. Im Inneren findet sich ein Platzlgewölbe sowie eine Zweipfeilertreppe mit gegossenem Eisengeländer in biedermeierlichen Spitzbogenmotiven. | BDA-Hist.: Q113442971 Status: Bescheid Stand der BDA-Liste: 2025-06-30 Name: Hotel Weitzer GstNr.: 11/1 Hotel Weitzer (Neoclassical part)                                                                               |
| ja    | Datei hochladen | Ecce-Homo-Säule HERIS-ID: 104385 Objekt-ID: 121176                                                                              | bei Griesplatz 3 Standort KG: Gries                    | Die Steinsäule mit einer Sandsteinfigur Ecce-Homo wurde im Jahr 1680 als Pestvotivdenkmal errichtet. 1953 wurde sie aus Verkehrsgründen an ihren heutigen Platz transferiert und restauriert. | BDA-Hist.: Q37800158 Status: § 2a Stand der BDA-Liste: 2025-06-30 Name: Ecce-Homo-Säule GstNr.: 2179/1 Ecce-Homo-Säule, Griesplatz, Graz                                                                                |
| ja    | Datei hochladen | Kath. Pfarrkirche, Welsche Kirche, Lokalkaplanei hl. Franz de Paula samt Pfarrhof HERIS-ID: 51327 Objekt-ID: 56958              | Griesplatz 30 Standort KG: Gries                       | Die Kirche wurde nach 1721 von Joseph Carlone erbaut, die Fassade mit Giebelturm stammt aus der Zeit um 1745/46 von Joseph Hueber. Es ist ein mittelgroßer Rechteckbau mit 3/8-Chor. Die Fassade ist mit korinthischen Pilastern gegliedert und geht in eine volutengeschmückte Attika über, hinter der der Giebelturm aufragt. In zwei Nischen und (ein auffälliges Element) vor dem Zwiebelhelm des Turms befinden sich allegorische Statuen (Glaube, Liebe, Hoffnung), die aus der Zeit um 1750 von Marx Schokotnigg stammen. Oberhalb des Chores befindet sich ein ebenfalls zwiebelbehelmter Dachreiter. Das Langhaus ist einschiffig und vierjochig mit prächtigen Deckenstukkaturen (Laub- und Bandlwerkornamente). Die Einrichtung ist einheitlich spätbarock, ein seitenaltarbild stammt von Martin Johann Schmidt. Der wahrscheinlich noch im 17. Jahrhundert erbaute Pfarrhof schließt südlich an die Kirche an. Er wurde 1841 umgebaut, aus dieser Zeit stammt auch das klassizistische Steinportal. | BDA-Hist.: Q2557885 Status: § 2a Stand der BDA-Liste: 2025-06-30 Name: Kath. Pfarrkirche, Welsche Kirche, Lokalkaplanei hl. Franz de Paula samt Pfarrhof GstNr.: 290, 289 Welsche Kirche, Graz                          |
| ja    | Datei hochladen | Zum goldenen Faßl HERIS-ID: 40520 Objekt-ID: 40465                                                                              | Griesplatz 32 Standort KG: Gries                       | Das ursprünglich aus dem 17. Jahrhundert stammende Haus wurde um 1775 umgebaut. Etwa in dieser Zeit wurden auch die Sandsteinfiguren der heiligen Florian und Rochus geschaffen, die in Ecknischen stehen. | BDA-Hist.: Q37995106 Status: Bescheid Stand der BDA-Liste: 2025-06-30 Name: Zum goldenen Faßl GstNr.: 295 |
| ja    | Datei hochladen | Wohn- und Bäckereigewerbehaus HERIS-ID: 41837 Objekt-ID: 42408                                                                  | Griesplatz 34 Standort KG: Gries                       | Das ursprünglich aus dem 17. Jahrhundert stammende Haus erfuhr Ende des 19. Jahrhunderts einen Umbau. Das Korbbogen-Steinportal der Einfahrt an der Seitenfront ist mit 1799 datiert. Mit Stand 2018 befindet sich in dem Haus das Gasthaus Zu den 3 Goldenen Kugeln. Anmerkung: Identadresse Rösselmühlgasse 1 | BDA-Hist.: Q38002729 Status: § 57-Mandatsbescheid Stand der BDA-Liste: 2025-06-30 Name: Wohn- und Bäckereigewerbehaus GstNr.: 297, 296                                                                                  |
| ja    | Datei hochladen | Bürgerhaus, Wohn- und Geschäftshaus HERIS-ID: 51316 Objekt-ID: 56946seit 2014                                                   | Griesplatz 35 Standort KG: Gries                       | Die Fassade des Bürgerhauses ist durch geometrische Putzfelderzier sowie eine Sandstein-Statue der Maria Immaculata jeweils aus dem späten 17. Jahrhundert geprägt. | BDA-Hist.: Q38044777 Status: Bescheid Stand der BDA-Liste: 2025-06-30 Name: Bürgerhaus, Wohn- und Geschäftshaus GstNr.: 302                                                                                             |
| ja    | Datei hochladen | Schlachthofhallen, Großmarkt HERIS-ID: 106086 Objekt-ID: 123185                                                                 | Großmarktstraße 2, 4 Standort KG: Gries                | Die ehemaligen Schlachthofhallen mit Viehmarkt wurden in mehreren Phasen ab 1870 erbaut. Die beiden noch existierenden Hallen stammen aus der Zeit um 1900. Heute befindet sich dort ein Großmarkt für Obst- und Gemüse. | BDA-Hist.: Q37806889 Status: § 2a Stand der BDA-Liste: 2025-06-30 Name: Schlachthofhallen, Großmarkt GstNr.: 1720 |
| ja    | Datei hochladen | Wasserturm des ehem. Schlachthofes HERIS-ID: 37078 Objekt-ID: 36149                                                             | Großmarktstraße 8b Standort KG: Gries                  | Der Wasserturm wurde in der Zeit von 1914 bis 1917 erbaut. Er hat einen etwa quadratischen Grundriss, ein Pyramidendach, eine Turmuhr mit überdachten Ziffernblätter zumindest an Ost-, Süd- und Westfassade. Nordseitig wurde neuzeitlich ein Stiegenhaus aus verzinktem Stahl angebaut. | BDA-Hist.: Q37973985 Status: Bescheid Stand der BDA-Liste: 2025-06-30 Name: Wasserturm des ehem. Schlachthofes GstNr.: 1714/2 Wasserturm Schlachthof, Graz                                                              |
| ja BW | Datei hochladen | Zwei Personalhäuser HERIS-ID: 106084 Objekt-ID: 123183                                                                          | Herrgottwiesgasse 48, 52 Standort KG: Gries            | | BDA-Hist.: Q37806881 Status: § 2a Stand der BDA-Liste: 2025-06-30 Name: Zwei Personalhäuser GstNr.: 1749, 1750 |
| ja    | Datei hochladen | Kapellenbildstock Marienkrönung HERIS-ID: 106080 Objekt-ID: 123179seit 2018                                                     | bei Herrgottwiesgasse 62 Standort KG: Gries            | Der späthistoristische Bildstock in Neorenaissance-Formen wurde 1887 erbaut, darin ist als Nischenfigur eine Marienkrönung von Jakob Gschiel integriert. | BDA-Hist.: Q105646750 Status: Bescheid Stand der BDA-Liste: 2025-06-30 Name: Kapellenbildstock Marienkrönung GstNr.: 1809/3 Bildstock Marienkrönung, Graz                                                               |
| ja    | Datei hochladen | Kath. Pfarrkirche Zur Hl. Dreifaltigkeit und ehem. Trinitarierkloster (heute Pfarrhof) HERIS-ID: 51342 Objekt-ID: 56980         | Karlauerstraße 63, 65 Standort KG: Gries               | Kirche und Kloster wurden vom Orden der Trinitarier vor 1758 erbaut, 1860/61 erfolgte eine Erweiterung. Es ist ein mittelgroßer Rechteckbau, dessen Chor in das ehemalige Klostergebäude einbezogen ist. Im Westen ist ein spitzbehelmter viergeschoßiger Turm vorgestellt. Das Langhaus ist einschiffig und fünfjochig, der Hochaltar wird Hans Adam Weissenkircher zugeschrieben. Das nunmehr als Pfarrhof fungierende ehemalige Klostergebäude geht im Kern auf das 17. Jahrhundert zurück und weist an der Ostseite zweigeschoßige Säulenarkaden auf. | BDA-Hist.: Q1733752 Status: § 2a Stand der BDA-Liste: 2025-06-30 Name: Kath. Pfarrkirche Zur Hl. Dreifaltigkeit und ehem. Trinitarierkloster (heute Pfarrhof) GstNr.: 1443, 1446, 1447 Karlauerkirche                   |
| ja    | Datei hochladen | Mariensäule HERIS-ID: 105796 Objekt-ID: 122828                                                                                  | bei Karlauplatz 4 Standort KG: Gries                   | Die Mariensäule mit einem geschwungenen Sandsteinaufbau samt Heiligenfiguren wurde laut Inschrift im Jahr 1762 errichtet. | BDA-Hist.: Q37806277 Status: § 2a Stand der BDA-Liste: 2025-06-30 Name: Mariensäule GstNr.: 2200 |
| ja    | Datei hochladen | Eingangsgebäude zum Städtischen Schlachthof HERIS-ID: 40584 Objekt-ID: 40552                                                    | Lagergasse 132, 136 Standort KG: Gries                 | Die beiden baugleichen Gebäude wurden für die Verwaltung des 1875 errichteten Schlachthofs gebaut und sind durch ein Einfahrtsportal verbunden. Auf Nr. 132 ist heute die Grazer Marktaufsicht untergebracht, Nr. 136 fungierte auch als Linienamt. | BDA-Hist.: Q37995360 Status: Bescheid Stand der BDA-Liste: 2025-06-30 Name: Städtischer Schlachthof GstNr.: 1704, 1705 Ehemalige Eingangsgebäude des Städtischen Schlachthofs, Graz                                     |
| ja    | Datei hochladen | Ansitz Falkenhof HERIS-ID: 37077 Objekt-ID: 36148                                                                               | Lazarettgürtel 77 Standort KG: Gries                   | Der ursprünglich im 17. Jahrhundert errichtete Ansitz erhielt zwischen 1765 und 1770 eine Rokoko-Fassade. Auch das Korbbogen-Portal stammt aus derselben Zeit. | BDA-Hist.: Q37973975 Status: Bescheid Stand der BDA-Liste: 2025-06-30 Name: Ansitz Falkenhof GstNr.: 1673 Ansitz Falkenhof                                                                                              |
| ja    | Datei hochladen | Wohn- und Geschäftshaus HERIS-ID: 46933 Objekt-ID: 49324                                                                        | Maria-Stromberger-Gasse 10 Standort KG: Gries          | Das stattliche Haus mit Biedermeier-Fassade wurde im Jahr 1838 erbaut. | BDA-Hist.: Q38024806 Status: Bescheid Stand der BDA-Liste: 2025-06-30 Name: Wohn- und Geschäftshaus GstNr.: 446 Maria-Stromberger-Gasse 10, Graz                                                                        |
| ja    | Datei hochladen | Bürgerhaus HERIS-ID: 37075 Objekt-ID: 36146                                                                                     | Maria-Stromberger-Gasse 16 Standort KG: Gries          | Das Bürgerhaus geht im Baukern ins 16. und 17. Jahrhundert zurück. Die bemerkenswerte Plattenstil-Fassade sowie das Korbbogenportal entstanden im späten 18. Jahrhundert. | BDA-Hist.: Q37973954 Status: Bescheid Stand der BDA-Liste: 2025-06-30 Name: Bürgerhaus GstNr.: 452, 453 |
| ja    | Datei hochladen | Sog. Böhm-Schlössl HERIS-ID: 37076 Objekt-ID: 36147                                                                             | Maria-Stromberger-Gasse 21 Standort KG: Gries          | Das Gebäude geht im Mauerkern auf die Zeit vor dem 17. Jahrhundert zurück. Im Zug einer Umgestaltung um 1900 entstand die pittoreske späthistoristisch-altdeutsche Fassade. Im Jahr 1894 wurde der Dirigent Karl Böhm in diesem Haus geboren. Die Spitzen des Turms und der vier Gaupen werden mit Sternkörpern aus Zinkblech abgeschlossen, auf einem Türmchen sitzt ein Wetterhahn. | BDA-Hist.: Q37973964 Status: Bescheid Stand der BDA-Liste: 2025-06-30 Name: Sog. Böhm-Schlössl GstNr.: 469, 470/1 |
| ja    | Datei hochladen | Strafanstalt, Freigängerhaus HERIS-ID: 110335 Objekt-ID: 128031                                                                 | Mauergasse 10 Standort KG: Gries                       | | BDA-Hist.: Q37818178 Status: § 2a Stand der BDA-Liste: 2025-06-30 Name: Strafanstalt, Freigängerhaus GstNr.: 1751 |
| ja    | Datei hochladen | Ehem. Schloss/Strafanstalt Karlau HERIS-ID: 37074 Objekt-ID: 36145                                                              | Mauergasse 24 Standort KG: Gries                       | Das ehemalige Renaissance-Lustschloss, das als Sommersitz Karls II. diente, wurde 1584–1590 erbaut. Im 18. Jahrhundert wurde es in ein Arbeitshaus umgewandelt und fungiert seit 1803 als Strafvollzugsanstalt. Im Lauf des 19. Jahrhunderts wurde es mehrmals erweitert. | BDA-Hist.: Q2241801 Status: § 2a Stand der BDA-Liste: 2025-06-30 Name: Ehem. Schloss/Strafanstalt Karlau GstNr.: 1758 Schloss Karlau, Graz                                                                              |
| ja    | Datei hochladen | Johann-Josef-Fux-Konservatorium HERIS-ID: 51319 Objekt-ID: 56949                                                                | Nikolaigasse 2 Standort KG: Gries                      | Der Gebäudekomplex des Konservatoriums stammte ursprünglich aus der Zeit um 1840, musste nach Schäden durch den Zweiten Weltkrieg jedoch größtenteils neu erbaut werden. Im Nordwesttrakt sind Fassaden aus dem Spätbiedermeier erhalten geblieben. | BDA-Hist.: Q38044788 Status: § 2a Stand der BDA-Liste: 2025-06-30 Name: Johann-Josef-Fux Konservatorium GstNr.: 36 Johann-Josef-Fux-Konservatorium                                                                      |
| ja    | Datei hochladen | Verwaltungs- /Bürogebäude HERIS-ID: 106012 Objekt-ID: 123102                                                                    | Nikolaiplatz 3 Standort KG: Gries                      | Das noch in den Formen der unmittelbaren Vorkriegszeit gehaltene Bürohaus mit Mansarddach und Ziergiebel wurde 1920/21 erbaut. | BDA-Hist.: Q37806769 Status: § 2a Stand der BDA-Liste: 2025-06-30 Name: Verwaltungs- /Bürogebäude GstNr.: 17/2 |
| ja    | Datei hochladen | Ehem. Gasthof Zum grünen Baum HERIS-ID: 105747 Objekt-ID: 122779                                                                | Prankergasse 38 Standort KG: Gries                     | Das Haus mit Schopfwalmgiebel wurde im 17. Jahrhundert errichtet. Im Inneren beider Geschoße sind Decken bzw. Plafonds aus der Bauzeit erhalten. | BDA-Hist.: Q37806171 Status: Bescheid Stand der BDA-Liste: 2025-06-30 Name: Ehem. Gasthof Zum grünen Baum GstNr.: 853                                                                                                   |
| ja    | Datei hochladen | Fabrikshalle Johann Puch HERIS-ID: 31082 Objekt-ID: 28007                                                                       | gegenüber Puchstraße 85 Standort KG: Gries             | In der letzten erhaltenen Fabrikshalle der nach 1899 entstandenen Puchwerke befindet sich heute das Johann Puch Museum Graz. | BDA-Hist.: Q125524381 Status: Bescheid Stand der BDA-Liste: 2025-06-30 Name: Fabrikshalle Johann Puch GstNr.: 1974/9 |
| ja    | Datei hochladen | Pfarrhof St. Andrä und Ummauerung des Pfarrgartens HERIS-ID: 106036 Objekt-ID: 123133                                           | St.-Andräplatz 1 Standort KG: Gries                    | Der Pfarrhof der Andräkirche wurde um 1807 erbaut, die Ummauerung mit dem geschwungenen Gartentor stammt aus der ersten Hälfte des 19. Jahrhunderts. | BDA-Hist.: Q37806819 Status: § 2a Stand der BDA-Liste: 2025-06-30 Name: Pfarrhof St. Andrä und Ummauerung des Pfarrgartens GstNr.: 483                                                                                  |
| ja    | Datei hochladen | Figurenbildstock hl. Johannes Nepomuk HERIS-ID: 106035 Objekt-ID: 123132                                                        | bei St.-Andräplatz 1 Standort KG: Gries                | Die Figur des hl. Johannes von Nepomuk stammt aus der Zeit um 1720. | BDA-Hist.: Q37806808 Status: § 2a Stand der BDA-Liste: 2025-06-30 Name: Figurenbildstock hl. Johannes Nepomuk GstNr.: 2153                                                                                              |
| ja    | Datei hochladen | Kath. Pfarr- und ehem. Klosterkirche St. Andrä mit ehem. Friedhofsfläche und Kreuzigungsgruppe HERIS-ID: 51311 Objekt-ID: 56941 | bei St.-Andräplatz 1 Standort KG: Gries                | Die frühbarocke Kirche wurde 1616–1627 von den Dominikanern anstelle einer kleineren spätgotischen Kirche erbaut, die Fassade stammt aus dem späten 19. Jahrhundert. Es handelt sich um eine dreischiffige, fünfjochige Staffelhallenkirche, die von zwei Kapellen (Kreuzkapelle 1670 und Andreaskapelle 1717) und einem viergeschoßigen oktogonalen Turm im südöstlichen Chorwinkel flankiert wird. Die Einrichtung ist größtenteils barock und stammt aus dem mittleren 18. Jahrhundert. An der Außenwand befinden sich Grabdenkmäler des ehemaligen Friedhofs. Seit 1999 finden unter dem Titel Andrä-Kunst Interventionen zeitgenössischer Künstler statt (vgl. Liste der Kunstwerke im öffentlichen Raum in Graz/Gries#Sakrale Kunstwerke). Eine Kreuzigungsgruppe aus der Zeit zwischen 1720 und 1730, die 1884 von der Radetzkybrücke hierher versetzt wurde, befindet sich an der Ostseite der kirche, zwei Figuren werden Johann Jakob Schoy zugeschrieben. | BDA-Hist.: Q1742702 Status: § 2a Stand der BDA-Liste: 2025-06-30 Name: Kath. Pfarr- und ehem. Klosterkirche St. Andrä mit ehem. Friedhofsfläche und Kreuzigungsgruppe GstNr.: 480/1, 487/2, 480/2, 2153 St. Andrä, Graz |
| ja    | Datei hochladen | Ehem. Gasthof Blauer Stern HERIS-ID: 37079 Objekt-ID: 36150                                                                     | Sterngasse 12 Standort KG: Gries                       | Erbaut im 17. Jahrhundert, Umbau um 1765/1770, spätbarocke Fassade mit Korbbogen-Steinportal und blechbeschlagenen Torflügeln, Voluten-Prellstein aus der 2. Hälfte des 18. Jahrhunderts, Sandstein-Fassadenfigur der Maria Immaculata und den hl. Florian; über dem Steinportal eine Apotheose des hl. Johannes Nepomuk (um 1770) | BDA-Hist.: Q37973994 Status: Bescheid Stand der BDA-Liste: 2025-06-30 Name: Ehem. Gasthof Blauer Stern GstNr.: 326/6 Zum Blauen Stern                                                                                   |
| ja    | Datei hochladen | Kath. Pfarrkirche hl. Johannes Bosco, Don-Bosco-Kirche HERIS-ID: 105917 Objekt-ID: 123007                                       | bei Südbahnstraße 100 Standort KG: Gries               | Das 1775 erbaute Grazer Pulvermagazin kam 1930 in Besitz der Salesianer, die es 1934 in eine Kirche umbauten. Markantestes Element aus der Umbauzeit ist der fünfgeschoßige Turm mit gedrücktem Zeltdach und Christopherus-Fresko. Aus dieser Zeit stammt auch ein Großteil der Einrichtung und das Fresko in der Apsis. | BDA-Hist.: Q1742526 Status: § 2a Stand der BDA-Liste: 2025-06-30 Name: Kath. Pfarrkirche hl. Johannes Bosco, Don-Bosco-Kirche GstNr.: 1196 Kirche Don Bosco Graz                                                        |
| ja    | Datei hochladen | Bürgerhaus, ehem. Schwarzmohrenwirt HERIS-ID: 105921 Objekt-ID: 123011seit 2014                                                 | Südtiroler Platz 5 Standort KG: Gries                  | Der Baukern des ehemaligen „Schwarzmohrenwirts“ stammt aus der ersten Hälfte des 16. Jahdts., die Fassade mit Rechteckerker aus dem 3. Viertel des 19. Jahrhunderts. An der Ecke befindet sich die Sandsteinfigur einer Immaculata aus dem Jahr 1720, die Johann Jakob Schoy zugeschrieben wird. Anmerkung: Identadresse Griesgasse 2 | BDA-Hist.: Q37806596 Status: Bescheid Stand der BDA-Liste: 2025-06-30 Name: Bürgerhaus, ehem. Schwarzmohrenwirt GstNr.: 402                                                                                             |
| ja    | Datei hochladen | Miethaus, ehem. Konditorei Preinsack/ehem. Vorstadtpalais Lendenfeld HERIS-ID: 105923 Objekt-ID: 123013seit 2012                | Südtiroler Platz 9 Standort KG: Gries                  | Das Vorderhaus stammt im Kern aus dem 17. Jahrhundert und wurde im 19. und 20. Jahrhundert umgebaut. Das ebenfalls aus dem 17. Jahrhundert stammende Hinterhaus (zur Defreggergasse hin) wurde um 1730 umgebaut, aus dieser Zeit stammt die spätbarocke Stuckzier aus dem Umkreis Johann Georg Stenggs. | BDA-Hist.: Q37806611 Status: Bescheid Stand der BDA-Liste: 2025-06-30 Name: Miethaus, ehem. Konditorei Preinsack/ehem. Vorstadtpalais Lendenfeld GstNr.: 404/1                                                          |
| ja    | Datei hochladen | Triestersiedlung II HERIS-ID: 46060 Objekt-ID: 47703                                                                            | Triester Straße 60 Standort KG: Gries                  | Teil der Triestersiedlung, siehe Auf der Tändelwiese 28 | BDA-Hist.: Q38019071 Status: Bescheid Stand der BDA-Liste: 2025-06-30 Name: Triestersiedlung II GstNr.: 1792/3 Triestersiedlung II, Graz                                                                                |
| ja    | Datei hochladen | Triestersiedlung II HERIS-ID: 46061 Objekt-ID: 47704                                                                            | Triester Straße 62 Standort KG: Gries                  | Teil der Triestersiedlung, siehe Auf der Tändelwiese 28 | BDA-Hist.: Q38019081 Status: Bescheid Stand der BDA-Liste: 2025-06-30 Name: Triestersiedlung II GstNr.: 1792/4 Triestersiedlung II, Graz                                                                                |
| ja    | Datei hochladen | Triestersiedlung II HERIS-ID: 46062 Objekt-ID: 47705                                                                            | Triester Straße 64 Standort KG: Gries                  | Teil der Triestersiedlung, siehe Auf der Tändelwiese 28 | BDA-Hist.: Q38019092 Status: Bescheid Stand der BDA-Liste: 2025-06-30 Name: Triestersiedlung II GstNr.: 1792/5 Triestersiedlung II, Graz                                                                                |
| ja    | Datei hochladen | Triestersiedlung II HERIS-ID: 46063 Objekt-ID: 47706                                                                            | Triester Straße 66 Standort KG: Gries                  | Teil der Triestersiedlung, siehe Auf der Tändelwiese 28 | BDA-Hist.: Q38019103 Status: Bescheid Stand der BDA-Liste: 2025-06-30 Name: Triestersiedlung II GstNr.: 1792/6 Triestersiedlung II, Graz                                                                                |
| ja    | Datei hochladen | Gärtnerhaus HERIS-ID: 41538 Objekt-ID: 42054                                                                                    | Triester Straße 146 Standort KG: Gries                 | Das Gärtnerhaus mit gotisierenden Dekorelementen gehört zum Komplex des Zentralfriedhofs und ist ebenfalls als Rohziegelbau ausgeführt. | BDA-Hist.: Q38001524 Status: Bescheid Stand der BDA-Liste: 2025-06-30 Name: Gärtnerhaus GstNr.: 2083/6 |
| ja    | Datei hochladen | Grabdenkmal Anton Irschick HERIS-ID: 57117 Objekt-ID: 66858                                                                     | Triester Straße 164 Standort KG: Gries                 | Das Grabdenkmal des k.u.k. Hoftischlers Anton Irschick (1846–1909) wurde von ihm selbst entworfen und zeigt in detaillierter und einem Bühnenbild nachempfundener Form seine verwaiste Werkstatt. | BDA-Hist.: Q38074714 Status: Bescheid Stand der BDA-Liste: 2025-06-30 Name: Grabdenkmal Anton Irschick GstNr.: 2077/1 Grabdenkmal Anton Irschick                                                                        |
| ja    | Datei hochladen | Grabdenkmal/Epitaph, Gustav Koller HERIS-ID: 25744 Objekt-ID: 22189                                                             | Triester Straße 164 Standort KG: Gries                 | Die monumentale Gruft wurde vom Grazer Bildhauer August Rantz für den Wagenfabrikanten Gustav Koller (1842–1910) in antikisierenden Formen errichtet. Der sich auf einen Podest befindliche, zentral platzierte Sarkophag ist von einer halbkreisförmigen Steinumfriedung umgeben und kann über zwei Seitentreppen erreicht werden. Das Relief des Sarkophags zeigt Darstellungen rund um das Thema antiker Wagenrennen – eine Hommage auf den Beruf des Bestatteten. Das Relief der Längsseite zeigt den Zeitpunkt unmittelbar vor einem Wagenrennen, die Seitenreliefs zeigen Männer beim Schmieden eines Rades beziehungsweise beim Beschlagen von Pferdehufen. Zwei Laternen ruhen auf Postamenten, welche jeweils einen Engel mit einer gesenkten Fackel und einer gesenkten Trompete zeigen – beides ein Todes- und Vergänglichkeitssymbol. Das Grabdenkmal wurde mittlerweile verkauft. | BDA-Hist.: Q37896149 Status: Bescheid Stand der BDA-Liste: 2025-06-30 Name: Grabdenkmal/Epitaph, Gustav Koller GstNr.: 2077/1 Grabdenkmal Gustav Koller                                                                 |
| ja    | Datei hochladen | Zentralfriedhof HERIS-ID: 59282 Objekt-ID: 70399                                                                                | Triester Straße 164, 172 Standort KG: Gries            | Der Zentralfriedhof wurde 1888–1892 nach Plänen von Carl Lauzil erbaut und ist in neugotischen Stilformen gehalten, die Gebäude und das Portal sind durchgängig in Rohziegelform. In der Mitte des Friedhofs befindet sich die Zentralfriedhofskirche (heute serbisch-orthodox), ein stattlicher quadratischer Zentralbau mit Mittelkuppel und polygonalen Ecktürmchen, die über Verbindungsgänge mit dem Einsegnungs- und Aufbahrungssaal verbunden ist. Auf dem Friedhof befinden sich einige bedeutende späthistoristische und secessionistische Grabdenkmäler. | BDA-Hist.: Q190484 Status: § 2a Stand der BDA-Liste: 2025-06-30 Name: Zentralfriedhof GstNr.: 2077/1, 2078, 2079, 2080, 2083/5, 2087, 2088, 2083/1, 2083/3, 2083/4, 2077/6, 2363 Zentralfriedhof Graz                   |
| ja    | Datei hochladen | Triestersiedlung II HERIS-ID: 46058 Objekt-ID: 47701                                                                            | Vinzenz-Muchitsch-Straße 33 Standort KG: Gries         | Teil der Triestersiedlung, siehe Auf der Tändelwiese 28 | BDA-Hist.: Q38019053 Status: Bescheid Stand der BDA-Liste: 2025-06-30 Name: Triestersiedlung II GstNr.: 1789/45 |
| ja    | Datei hochladen | Triestersiedlung II HERIS-ID: 46059 Objekt-ID: 47702                                                                            | Vinzenz-Muchitsch-Straße 35 Standort KG: Gries         | Teil der Triestersiedlung, siehe Auf der Tändelwiese 28 | BDA-Hist.: Q38019062 Status: Bescheid Stand der BDA-Liste: 2025-06-30 Name: Triestersiedlung II GstNr.: 1789/44 |
| ja    | Datei hochladen | Kath. Pfarrkirche und Pfarrzentrum hl. Johannes HERIS-ID: 105904 Objekt-ID: 122994                                              | Vinzenz-Muchitsch-Straße 60 Standort KG: Gries         | Der kleine Betonbau, der nur am Kreuz als Sakralbau erkennbar ist, wurde 1973–1976 von Hermann Worschitz für die Triestersiedlung erbaut. | BDA-Hist.: Q1312514 Status: § 2a Stand der BDA-Liste: 2025-06-30 Name: Kath. Pfarrkirche und Pfarrzentrum hl. Johannes GstNr.: 2056/1                                                                                   |

## Ehemalige Denkmäler
| Foto |                 | Denkmal                                                                                  | Standort                                   | Beschreibung | Metadaten |
| ---- | --------------- | ---------------------------------------------------------------------------------------- | ------------------------------------------ | --- | --- |
| ja   | Datei hochladen | Miethaus, ehem. Feldzeugamtskaserne (Hauptgebäude, Hofeinfahrtstor, Hofgebäude) bis 2010 | Lazarettgasse 23 Standort KG: Gries        | Schutz nach 2010 aufgehoben, nachdem Jahre zuvor unerlaubt im Hauptgebäude Dachbodenausbau erfolgt war, Abriss der Stallungen Mai 2013 | BDA-Hist.: Q123563592 Status: Bescheid Stand der BDA-Liste: 2010-06-22 Name: Miethaus, ehem. Feldzeugamtskaserne (Hauptgebäude, Hofeinfahrtstor, Hofgebäude) GstNr.: 180, 178/4, 181/1, 181/2 Lazarettgasse 23, Graz |
| ja   | Datei hochladen | Mosaik Volksschule Triester/Allgemeine Sonderschule Triester Objekt-ID: 122995bis 2016   | Reiherstadlgasse 48, 50 Standort KG: Gries | Das achtteilige Mosaik wurde im Jahre 1959 von der Künstlerin Edith Mayer-Hammer (1926–2011) geschaffen.                               | BDA-Hist.: Q106678970 Status: § 2a Stand der BDA-Liste: 2016-06-21 Name: Mosaik Volksschule Triester/Allgemeine Sonderschule Triester GstNr.: 1856/1                                                                 |